# Fàrsovski
Fàrskovski - Фарсовский (rus) - és un khútor del raion de Guiaguínskaia, a la República d'Adiguèsia, a Rússia. És a la vora dreta del riu Fars, afluent del riu Labà, de la conca hidrogràfica del Kuban, a 28,5 km al sud-est de Guiaguínskaia i a 25 km a l'est de Maikop, la capital de la república. Pertany al municipi de Serguíevskoie.